# 阮翁仲
阮翁仲是中國傳說中秦朝的一位巨人。出生在南海郡，身長二丈三尺。
阮翁仲年輕的時候去鄉邑供力役，被長官鞭撻，於是前往秦國，被秦始皇任命為司隸校尉。秦始皇平定六國後，派阮翁仲守臨洮。他威震匈奴，後告老還鄉。秦始皇命人按照他的樣子鑄造了一座銅像，銅像的腹中是空的，可以容納數十人。秦始皇將銅像放置在咸陽司馬門前，匈奴兵來犯時，秦兵鉆到銅像裡面用力搖動銅像。匈奴兵竟以為是真的阮翁仲，驚嚇而退。
後世的帝王和達官貴人在陵墓前往往放置石象生，石象生又被稱為石翁仲。
阮翁仲的傳說後來被越南神話故事及《粵甸幽靈集》吸收，在其中以「李翁仲」的名字登場。此後的《嶺南摭怪》、《大越史記全書》、《欽定越史通鑑綱目》等書都沿用了這種說法。《粵甸幽靈集》稱他是交趾慈廉縣瑞睿社人，本是安陽王的部將，後入仕秦國。相傳交州都護趙昌常常夢見自己與李翁仲讀《左傳》，後來在李翁仲的家鄉建立祠堂祭祀他。高駢率軍擊敗南詔的時候，李翁仲曾顯靈相助。高駢便重修了他的廟宇，尊他為「李校尉」。後世的越南人將李翁仲尊為福神，稱其為英烈威猛輔信大王。

## 传说分析
“翁仲”一名最早出现在《淮南子·氾论训》，东汉高诱对“秦之时，高为台榭，大为苑囿，远为驰道，铸金人”一句的注释，说：“秦皇帝二十六年，初兼天下，有长人见于临洮，其高五丈，足迹六尺，放写其形，铸金人以象之，翁仲、君何是也”。到了明天顺年间的《明一统志》卷十九，“阮翁仲”这一人物突然出现：“阮翁仲身长一丈三尺，气质端勇异于常人，少为县吏，为督邮所笞，叹曰:‘人当如是邪?’遂入学究书史。始皇并天下，使翁仲将兵守临洮，声振匈奴。秦以为瑞。翁仲死，遂铸铜为其像，置咸阳宫司马门外。匈奴至，有见之者犹以为生”，此后1595年彭大翼的《山堂肆考》、天启年间廖用贤的《尚友录》、清康熙年陈梦雷编的《古今图书集成》，乾隆时编的《四库全书》等书均因袭了这个故事。有学者认为，阮翁仲传说是从越南的李翁仲传说传播而来，而越南的李翁仲传说又是根据《淮南子》高诱注演绎想象而来，是强化独立的越南文化传统的民族主义的产物，借以激起民族的自信心。